# Batalla del Fuerte de los Camellos
La Batalla del Fuerte de los Camellos fue un enfrentamiento militar librado en 321 o 320 a. C., durante la primera de las guerras de los diadocos, los generales sucesores de Alejandro Magno, donde se enfrentaron Pérdicas, regente o guardián del imperio (epimeleta), y Ptolomeo, sátrapa de Egipto. El combate finalizó con una decisiva victoria de Ptolomeo, quien logró rechazar la invasión del regente. Debido a su fracaso, Pérdicas fue asesinado por sus oficiales poco después.

## Antecedentes

### Regencia de Pérdicas
En 323 a. C., Alejandro Magno murió en Babilonia sin un claro heredero, lo que de inmediato generó problemas. Pérdicas fue nombrado quiliarca con su rival Meleagro como lugarteniente. El medio hermano del difunto rey, Arrideo, quien tenía problemas mentales, fue nombrado su sucesor con el nombre de Filipo III y se decidió repartir las satrapías entre los guardaespaldas de Alejandro (somatophylakes). Luego, el regente hizo asesinar a su rival. Entre tanto, Roxana dio a luz al hijo póstumo de Alejandro, quien fue aclamado también como rey por los soldados. El gobierno de Egipto se otorgó al lágida Ptolomeo, el de Paflagonia y Capadocia al griego Eumenes de Cardia y el de Macedonia a Antípatro, entre otros; se puso a Seleuco como comandante de la caballería pesada llamada compañeros (hetairoi).
Según el historiador británico Edwyn Bevan, es obvio que Pérdicas, el hombre más poderoso en Babilonia tras la muerte del rey, estaba decidido a ser el regente de todo el imperio y para eso acordó con los generales repartir las satrapías. En ese período de confusión, Ptolomeo se movió rápidamente para obtener lo que deseaba: Egipto. Luego, «Ptolomeo se retiró tan rápido como pudo a un lugar seguro, lejos del tumulto que preveía». En palabras de William Woodthorpe Tarn: «Debió haber un acuerdo entre Pérdicas y Ptolomeo; el precio de Ptolomeo para reconocer a Pérdicas fue Egipto y el nombramiento de Arrideo».
Para aliarse con el poderoso Antípatro, Pérdicas solicitó casarse con su hija, Nicea. Sin embargo, sintiéndose seguro con la tutela de los dos reyes y con el control de los ejércitos, creyó innecesaria esa alianza. Deseaba unirse a la familia real, para lo cual solicitó la mano de Cleopatra, hermana de Alejandro, y así reclamar el trono. Sin embargo, lo hizo en secreto, así que tuvo que casarse con Nicea, pero Antígono se enteró y decidió apartarlo. Luego, realizó acusaciones contra este último para juzgarlo y ejecutarlo, pero Antígono se adelantó y huyó al oeste junto a su familia y amigos más cercanos. En Egipto, Ptolomeo asesinó a Cleómenes de Náucratis, sátrapa designado anteriormente por Alejandro y se apoderó del país. Luego, se dedicó a nombrar como administradores y oficiales a sus partidarios.
Cleómenes probablemente servía como agente y espía de Pérdicas. Bevan teorizó que al negociar en Babilonia, Pérdicas entregó la satrapía a Ptolomeo a cambio que Cleómenes fuera su lugarteniente (hyparchos), pero en realidad debió ser un freno al poder del nuevo sátrapa, quien inicialmente no deseaba romper con el regente. Cuando el conflicto con Pérdicas se vislumbro como inevitable, Ptolomeo rápidamente decidió acabar con ese rival interno y extendió su zona de influencia a Cirene, donde entró triunfante a finales de 322 a. C..

### Conflicto con Ptolomeo
Pérdicas dejó el transporte del cuerpo de Alejandro a cargo del general Arrideo. Según Diodoro y Justino, debía ser llevado al templo de Amón. En cambio, Pausanias dice que el cuerpo del rey era llevado a Egas (Vergina) para ser enterrado ahí. En 322 a. C., el cadáver reposaba en un ataúd de oro repleto de especias para impedir los malos olores y con una cubierta áurea recubierta con una manta real púrpura bordada en oro. Se trasladaba en un carruaje adornado por oro, piedras preciosas e imágenes de Alejandro en un carro, sus guardaespaldas, elefantes, soldados macedonios y barcos de guerra. En cada esquina había una gran campana y una estatua de Nike. Era movido por 74 mulas fuertes y adornadas bellamente. Tal era su belleza que por donde pasaba la gente se acercaba para verlo, por lo que era escoltado por soldados y sirvientes, habiendo demorado casi dos años en construirse.

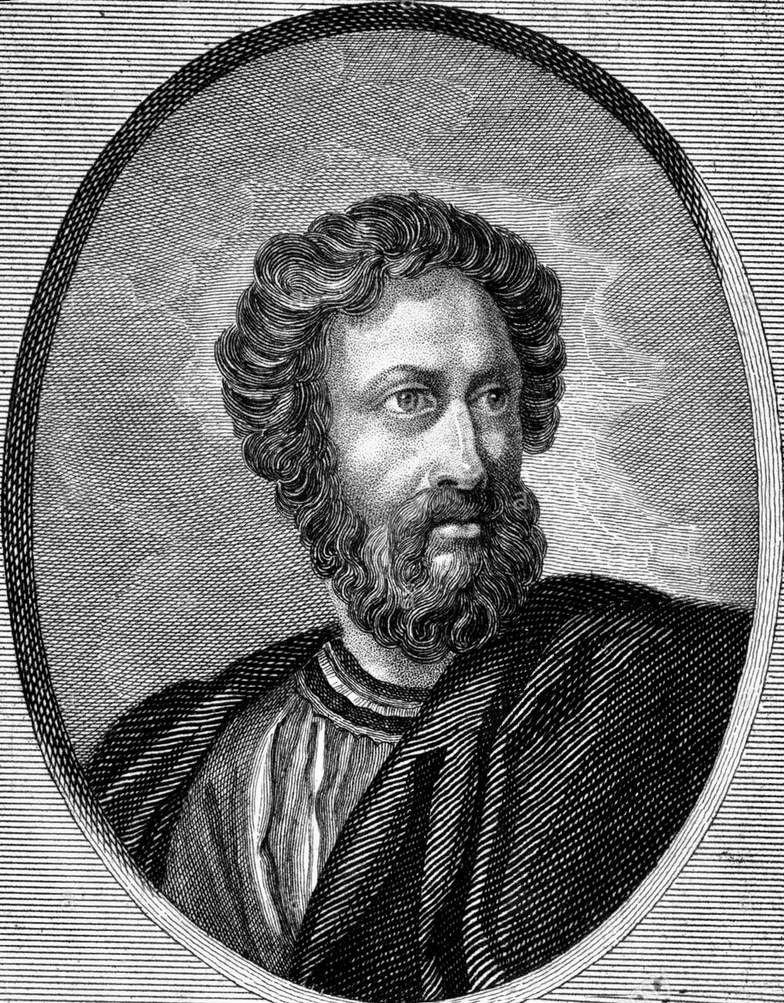
Pérdicas, representado en un libro del.

Según Pausanias, Ptolomeo logró convencer a los soldados de entregárselo y lo llevó para darle los ritos fúnebres en Menfis. En cambio, Diodoro afirmaba que el general Arrideo decidió no enviarlo al templo de Amón, sino a Alejandría. Ptolomeo fue con su ejército hasta Siria, donde recibió el cuerpo al decir que debía llevarlo al lugar donde el rey había deseado ser sepultado. Lo cierto es que Ptolomeo acabó por construir un mausoleo fastuoso en Alejandría, donde quedó el cuerpo, y muchos hombres se unieron a él, instalándose en la ciudad y sumándose a su ejército, pues el cuerpo se convirtió en un poderoso símbolo.
Pérdicas vio el prestigio obtenido por Ptolomeo como una amenaza y decidió ir con ambos reyes en una expedición para acabar con el sátrapa de Egipto. La verdad es que al robar el cuerpo, Ptolomeo había cometido un desafío intolerable a la autoridad del regente y debía ser castigado. Entre tanto, Antípatro y Crátero habían derrotado una gran rebelión de las polis griegas, pero entonces llegó Antígono con noticias de que Pérdicas planeaba casarse con Cleopatra y marchar contra ellos. Estupefactos, enviaron una embajada a Ptolomeo para acordar una alianza contra el regente. Según el historiador holandés Jona Lendering, Pérdicas había demostrado ser un hábil general y administrador al ascender hasta regente, sin embargo, en su apuro por obtener la corona macedónica insultó a Antípatro y Crátero, quedando aislado cuando Ptolomeo lo desafió.
Entre tanto, el regente y sus oficiales decidieron acabar primero con el sátrapa y luego marchar sobre Macedonia. Se mandó a Eumenes con un considerable ejército a Pisidia para vigilar el Helesponto y evitar a sus enemigos cruzar.

## Fuerzas enfrentadas

### Pérdicas
Al morir Alejandro, su ejército debió contar con unos 2000 jinetes y 13 000 infantes de origen macedonio, 30 000 jóvenes persas entrenados como macedonios, apodados epigonoi, 20 000 infantes persas armados en su forma tradicional, un número desconocido de cossais y tapuris, 30 000 infantes y 6000 jinetes mercenarios de origen griego y una fuerza no especificada llegada de Caria y Lidia poco antes de su fallecimiento. Además, Crátero retornaba a Macedonia con 10 000 macedonios, 1000 arqueros y honderos persas y 1500 jinetes.
Estas fuerzas quedaron a disposición del regente, quien debió contar con una expedición numerosa y experimentada. Y eso a pesar de tener que desprenderse de muchas tropas para defender Asia Menor de Antípatro. La egiptóloga británica Miriam Stead estimaba que el ejército del quilarca sumaba 20 000 infantes y 5000 jinetes. En cambio, el historiador Paul Johstono estimaba que Pérdicas mandó unos 20 000 hombres con Eumenes y dejó otros 10 000 con su hermano Alcetas, mientras él mismo marchaba con unos 30 000, como máximo 40 000, a Egipto.

### Ptolomeo
Las fuentes indican que Alejandro había dejado como guarnición en Egipto a 4000 soldados y 30 trirremes. Estos serían macedonios heridos o viejos, incapaces de continuar sus campañas. Sin embargo, el tamaño de la guarnición indica la importancia que se le dio a la satrapía desde un principio. Se añade que Ptolomeo usó los 8000 talentos que encontró en el tesoro de la satrapía para contratar un ejército de mercenarios.
También se menciona que en sus últimos años Alejandro hizo reclutar a 6000 pajes egipcios para entrenarlos como guerreros macedonios y poder hablar en griego. Estos jóvenes pudieron ser reclutados entre colonias de griegos, macedonios, judíos y carios que había en el país, pero por el tamaño del contingente probablemente la mayoría fueran étnicamente egipcios o libios. Programas similares se desarrollaron para 30 000 jóvenes de la meseta iraní y 3000 de Licia y Panfilia desde 329 a. C., y en cinco años estaban listos para el ejército. Se desconocen las fechas para estas tropas, pero es probable que fuera similar, pues se sabe que egipcios sirvieron como marinos durante la campaña en el valle del Indo. Los que sobrevivieron seguramente volvieron a su satrapía para constituirse en contingentes que sirvieron a Ptolomeo. Esto indicaría que tuvo tropas egipcias desde el principio, pero al estar helenizados probablemente las fuentes no los destacaron. Es indudable que a medida que las guerras entre los diádocos continuaban, el núcleo de soldados macedónicos se fue reduciendo y aumentó el porcentaje de combatientes orientales y helénicos.
Johstono señala que el ejército del sátrapa debió dividirse a lo largo de numerosas fortificaciones entre Pelusio y Menfis. El historiador señala que la primera ubicación era una fortaleza estratégica para poder entrar en Egipto, capaz de albergar unos 5000 soldados, los que equivaldrían a un cuarto o un quinto del ejército. Además, el propio Ptolomeo debía ir acompañado de un contingente considerable y móvil, pues las fuentes señalan que rápidamente reaccionó e intervino para impedir a sus enemigos cruzar.

## Combate

### Intentos de cruce

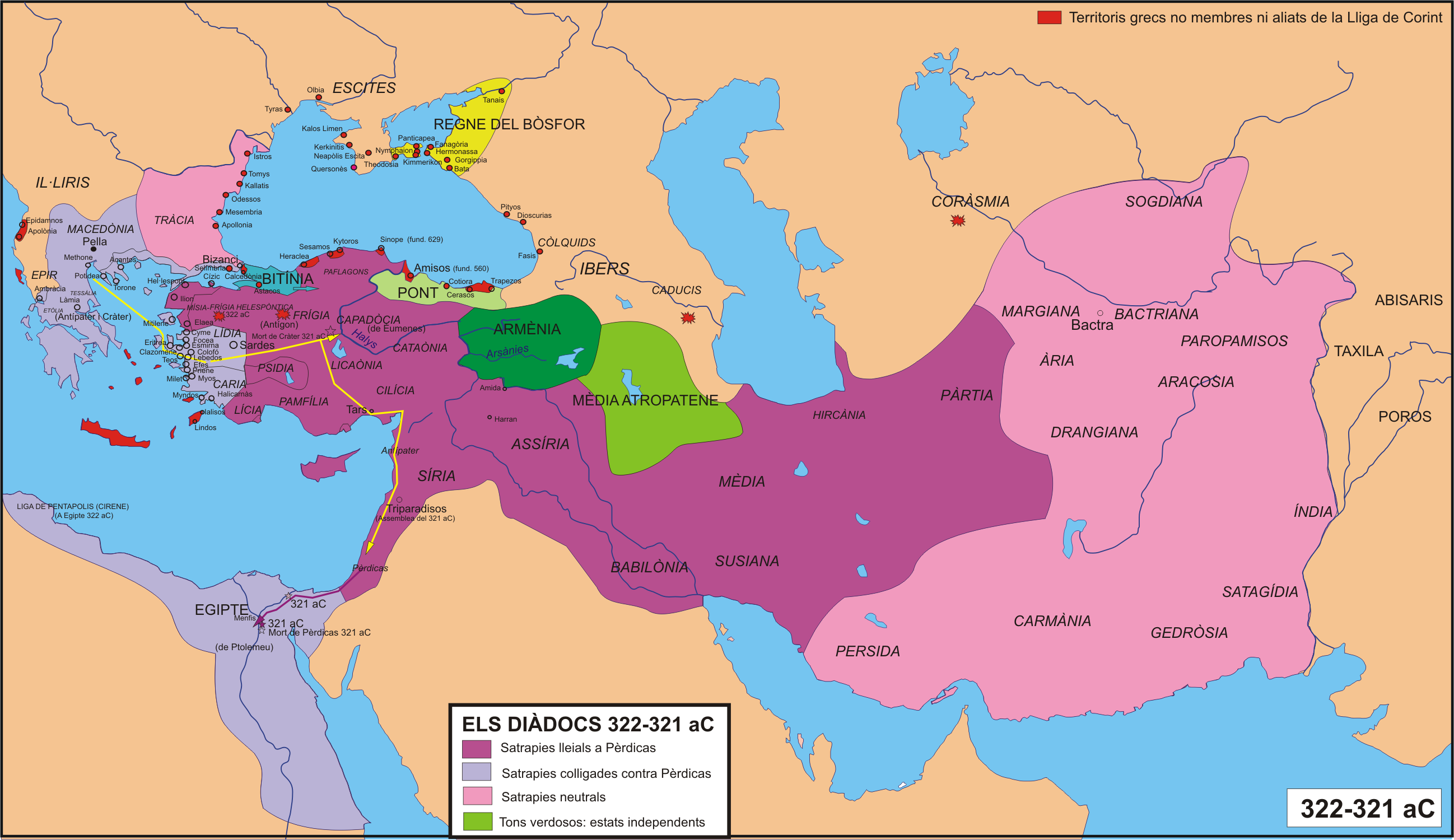
Mapa del desarrollo de la guerra. En púrpura las satrapías leales a Pérdicas, en rosado las que se mantuvieron neutrales y en azul las que se alzaron en su contra.

Eumenes logró vencer y matar a Crátero, los soldados vencidos que lograron huir se unieron a Antípatro, quien fue a Cilicia para dar ayuda a Ptolomeo. Según Diodoro Pérdicas se volvió más confiado, aunque probablemente desconocía que había sucedido la batalla, y avanzó hasta las cercanías de Pelusio, acampanado en la margen oriental del río Nilo. Entre tanto, el sátrapa había instalado guarniciones bien equipadas con proyectiles a lo largo de la margen opuesta. Ahí, el quilarca ordenó limpiar un viejo canal pero las aguas del río se desataron, provocando la deserción de muchos oficiales, o que parece indicar la presencia de espías y agentes de Ptolomeo en el ejército del quilarca. Pérdicas se había hecho una mala fama de ser un usurpador violento, de desear gobernar todo por la fuerza, mientras que Ptolomeo supo hacerse conocido como generoso, justo y dispuesto a escuchar los consejos sinceros. Así, reclutó muchos oficiales y soldados, ganándose su lealtad. Lo cierto es que la mayoría de los soldados eran mercenarios, pero al ofrecerles mejor sueldo, hacerse una buena fama y recibirlos con los brazos abiertos, el sátrapa debilitó a su rival. El poco entusiasmo de las tropas llevó a la expedición a estar condenada casi del inicio, y sin haber una gran batalla campal.

### Ataque al fuerte

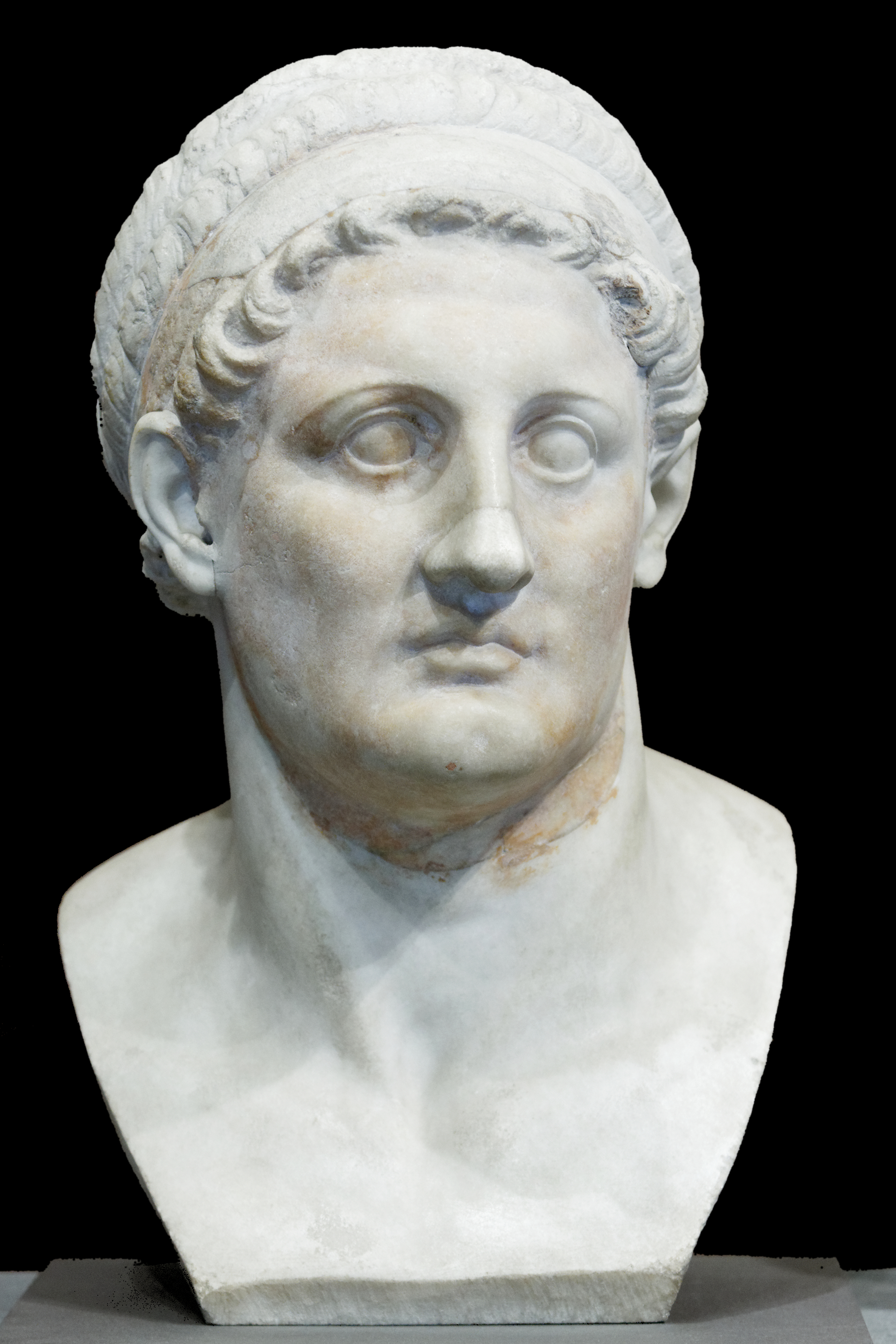
Busto de Ptolomeo I Sóter.

Pérdicas reunió a sus oficiales, les dio regalos, promesas de botín y un discurso para animarlos, luego les mandó prepararse para levantar el campamento. En la tarde, su ejército inició la marcha sin saber a dónde deseaba ir el regente, pero lo hicieron a toda velocidad durante la noche hasta finalmente llegar a un lugar conocido como Fuerte de los Camellos. Como ya era el amanecer, el quilarca mandó a sus elefantes a cruzar las aguas seguidos de escuderos y escaladores para subir los muros y lo mejor de su caballería por si aparecían las tropas de Ptolomeo.
Efectivamente, estaban en medio del proceso cuando la guarnición se dio cuenta de la estratagema y corrieron a defender las murallas al toque de trompetas. Las tropas de Pérdicas decidieron continuar el ataque, y colocaron las escaleras y empezaron a subir mientras los elefantes derribaban empalizadas y parapetos. Ptolomeo decidió animar a sus tropas y desde lo alto de las murallas encegueció al elefante que iba al frente con una lanza e hirió al mahout indio. Sus amigos se animaron y también atacaron al animal y derribaron al conductor. Los defensores eran ampliamente superados en número.
El combate fue largo, ya que las tropas del regente se iban reemplazando por oleadas y estaban desesperadas por tomar la fortaleza, entre tanto que el sátrapa no paraba de animar a sus hombres, que tenían la ventaja de estar sobre los muros. También porque ambos generales eran acérrimos rivales. Finalmente, el día acabó y los atacantes volvieron a su campamento.

### Último intento
Durante la noche, el quilarca levantó su campamento y marchó secretamente hasta quedar frente a Memfis. En ese punto el Nilo se divide y forma una gran isla que podía albergar un nuevo y seguro campamento para su ejército. Pérdicas mandó cruzar hacia esa isla, pero el agua era profunda y torrentosa y muchos iban cargados con equipos, por lo que la tarea era difícil.
Para solucionar esto, el quilarca mandó que los elefantes formaran una línea en el río, corriente arriba, de modo que con sus cuerpos enormes lograron disminuir la fuerza de la corriente. Corriente abajo se ubicó a la caballería, de modo que todo hombre que fuera arrastrado sería rescatado por ellos. Los primeros hombres pudieron cruzar bien, pero los que les siguieron vieron que el río era más profundo y se sumergían completamente al cruzar. Inicialmente pensaron que sus enemigos habían abierto un canal que liberó más agua, Pero en realidad sucedió que al pasar los elefantes y la caballería el lecho del río se hundió. El resto del ejército ya no podía cruzar, y como los que estaban en la isla eran muy pocos para luchar por su cuenta, Pérdicas ordenó a los hombres en la isla volver a nado. Los más fuertes y los mejores nadadores lograron llegar a la otra orilla con dificultad y abandonando su equipo, pero la mayoría fueron arrastrados por el Nilo, perdiéndose en las aguas o siendo arrastrados a la orilla occidental, pero la mayoría fueron devorados por los cocodrilos.
Polieno menciona una estratagema usada por Ptolomeo: cuando su enemigo estaba frente a Memfis, a la otra orilla del Nilo, pero con clara intención de cruzarlo. El sátrapa hizo atar a su bagaje cabras, cerdos y bueyes y dejó a pastores con parte de su caballada que los guiaran, levantando mucho polvo. Luego, Ptolomeo atacó con sus jinetes a los enemigos que cruzaban o ya había llegado a su orilla, quienes al ver el polvo y creyendo que se acercaba un gran ejército, huyeron y se ahogaron en el río o se rindieron. Sexto Julio Frontino también menciona dicha estratagema.
Según Bevan, el sátrapa demostró su prudencia, había escogido como base de su poder un territorio difícil de invadir. Un país rico y populoso, aislado por sus desiertos y su costa casi sin puertos.

## Consecuencias

### Motín

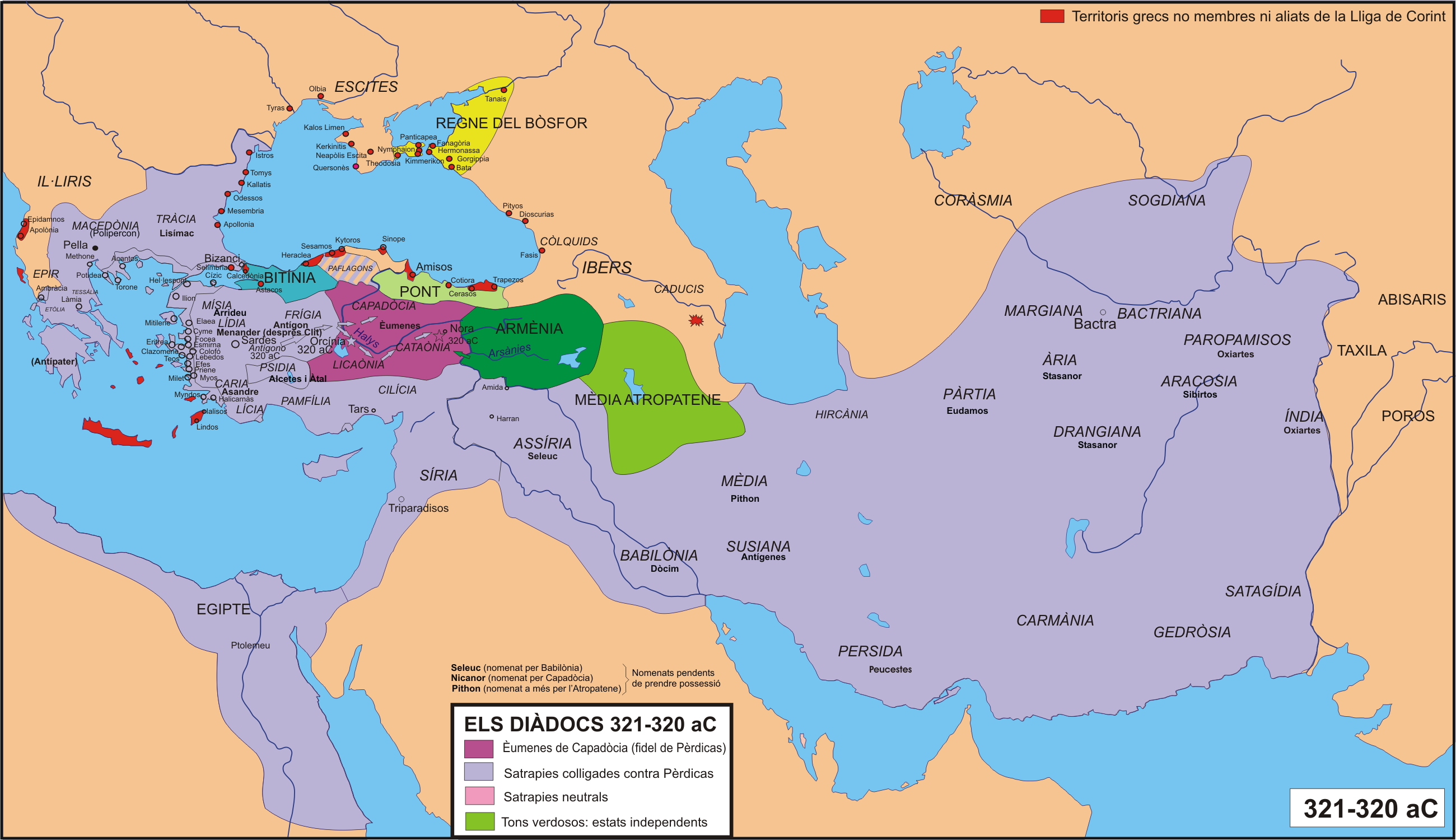
Mapa del imperio poco antes del final de la guerra. En azul los territorios controlados por Antípatro y sus aliados y en púrpura la región aún dominada por Eumenes (partidario del ya difunto Pérdicas).

Así se perdieron más de 2000 hombres, incluyendo algunos oficiales, lo que molestó a las tropas. Ptolomeo, astuto, hizo dar honores fúnebres a los cuerpos que quedaron en su orilla, enviando sus restos a familiares y amigos. Esto le sirvió para ganarse la buena voluntad de las tropas de Pérdicas, que vieron como más de 1000 de sus camaradas fueron devorados por los cocodrilos, por lo que durante la noche se lamentaron. La falange acampó alejada del regente, lanzando gritos amenazantes en su contra, mientras los altos mandos empezaron a conspirar.
Finalmente, cien oficiales y soldados de caballería encabezados por Pitón, fueron a la tienda del quilarca y lo mataron a puñaladas. Estrabón afirmaba que sucedió en una isla desierta y da a entender que no participaron solamente los jinetes. Al día siguiente se celebró una asamblea del ejército macedonio a la que llegó Ptolomeo, quien hábilmente dio un discurso justificando el magnicidio y trayendo por cuenta propia granos y otros suministros que se le habían agotado al ejército amotinado, lo que fue respondido con una ovación y una oferta: ser el nuevo quilarca y tutor de los reyes. Prudentemente, Ptolomeo rechazó en favor de los generales Pitón y Arrideo, que serían co-regentes. El sátrapa siempre fue consecuente en su política de consolidar el control de su base de poder y jamás sucumbió a la tentación de intentar suceder a Alejandro Magno. Durante las siguientes cuatro décadas, dejó que sus antiguos camaradas se mataran entre sí en Asia o el mar Egeo, pero él «permaneció en su provincia africana, tan seguro como una tortuga en su caparazón».

### Nueva regencia
Dos días después del motín, llegó al ejército las noticias de la victoria de Eumenes. Según Diodoro, irónicamente si hubieran llegado antes, nadie se hubiera atrevido a actuar contra Pérdicas. Ya era tarde, así que los macedonios respondieron sentenciando a muerte a Eumenes, Alcetas (hermano del difunto regente) y otros 50 altos mandos. Entonces, Atalo, comandante de la flota de Pérdicas y esposo de su hermana Atalanta, quien estaba con los barcos anclados en Pelusio, se enteró del motín y ordenó levar anclas a Tiro con 800 talentos. Ahí el comandante macedonio de la guarnición, Arquelao, lo recibió y se puso a sus órdenes, recibiendo a los amigos de Pérdicas que lograron huir de Memfis.
Entre tanto, los co-regentes regresaron con el ejército a Triparadiso, pero las conspiraciones de la reina Eurídice, esposa de Filipo III, los obligaron a renunciar. Después de esto, los macedonios se reunieron en una asamblea y eligieron como nuevo regente a Antípatro, quien llegó unos días después, encontrándose a la reina ahora conspirando en su contra. Rápidamente, el nuevo regente convocó otra asamblea, amenazó a Eurídice y la hizo parar en sus actos por el temor. Luego se realizó una nueva repartición del imperio: Ptolomeo, quien ya era dueño absoluto de Egipto, mantuvo su satrapía, Antígenes, el primero en atacar a Pérdicas, recibió Susiana y Pitón Media. Antígono fue nombrado estratego de Asia y se le asignó acabar con Eumenes y Alcetas, mientras el regente, parte del ejército y los reyes volvían a su natal Macedonia.

### Clásica
- Cornelio Nepote. Sobre hombres ilustres. Libro III. Visualización en Tertullian, basada en traducción latín-inglés por John Selby Watson, 1886.
- Diodoro Sículo. Biblioteca histórica. Libros XVII, XVIII y XIX. Visualización en UChicago, basada en traducción griego-inglés por Russel M. Geer, Loeb Classical Library, volumen 9, 1947.
- Estrabón. Geografía. Libro XVII. Visualización en Perseus, basada en traducción griego-inglés por Hans Claude Hamilton & William Falconer, Londres: G. Bell & sons, 1903.
- Flavio Arriano. Anábasis de Alejandro Magno. Libro III, VI y VII. Visualización en Perseus, basada en edición griega A.G. Roos, Leipzig: Teubner, 1907.
- Flavio Arriano. Fragmentos (fr.). Visualización en Attalus, basada en edición griega de Felix Jacoby, Fragmente der griechischen Historiker, traducción griego-inglés Andrew Smith, 2020.
- Focio. Biblioteca. Visualización en Tertullian, basada en traducción griego-inglés por Roger Pearse, 2002.
- Marco Juniano Justino. Epítome de las "Historias Filípicas" de Pompeyo Trogo. Libro XIII. Versión digitalizada por Attalus, basada en traducción latín-inglés por John Selby Watson, Londres: Henry G. Bohn, 1853.
- Pausanias. Descripción de Grecia. Libro I. Versión digitalizada por Perseus, basada en traducción griego-inglés por W. H. S. Jones & H. A. Ormerod, Cambridge: Harvard University Press, 1918.
- Mestrio Plutarco. Vida de Alejandro, parte de Vidas paralelas. Versión digitalizada por UChicago, basada en traducción griego-inglés por Bernadotte Perrin, Loeb Classical Library, volumen 7, 1919.
- Mestrio Plutarco. Vida de Eumenes, parte de Vidas paralelas. Versión digitalizada por UChicago, basada en traducción griego-inglés por Bernadotte Perrin, Loeb Classical Library, volumen 8, 1919.
- Polieno. Estratagemas . Libro VIII. Digitalizada en Attalus, basada en la traducción griego-inglés por Richard Shepherd, Londres: George Nicol, 1793.
- Sexto Julio Frontino. Estratagemas. Libro II. Digitalización basada en UChicago, basada en traducción griego-inglés por Charles E. Bennett, Cambridge: Harvard University Press, 1925.
- Quinto Curcio Rufo. Historias de Alejandro Magno de Macedonia. Libros IV, VIII y X. Versión digitalizada en UChicago, basada en edición latina de Theodor Vogel, Leipzig: Teubner, 1880.
- Suda. Versión digitalizada en Kata Biblion, basada en edición de Ada Adler, Suidae Lexicon: Alpha-Gamma, volumen 1, Leipzig: Teubner, 1928. Traducción griego-inglés y comentarios gracias al proyecto Suda On Line (SOL). Traducción del fragmento citado por David Whitehead, 2001.

### Moderna
- Anson, Edward M. (2003). «The Dating of Perdiccas' Death and the Assembly at Triparadeisus». Greek Roman and Byzantine Studies (en inglés) XLIII (4): 373-390.
- Anson, Edward M. (2023). Ptolemy I Soter: Themes and Issues (en inglés). Londres: Bloomsbury Publishing. ISBN 9781350261808.
- Bevan, Edwyn R. (1927). The House of Ptolemy: A History of Hellenistic Egypt under the Ptolemaic Dynasty (en inglés). Londres: Methuen Publishing.
- Carney, Elizabeth (2006). Olympias: Mother of Alexander the Great (en inglés). Londres: Taylor & Francis. ISBN 9781134318193.
- Droysen, Johann Gustav (1893). «Глава III». История эллинизма: История диадохов (en ruso) II (Libro I). Moscú: К.Т. Солдатенков. Traducción alemán-ruso por M. Shelgunov. pp. 44-71. Véase también en Nekrasovka.
- Ellis, Walter M. (2003). Ptolemy of Egypt (en inglés). Londres: Taylor & Francis. ISBN 9781134856428.
- Green, Peter (1990). Alexander to Actium: The Historical Evolution of the Hellenistic Age (en inglés). Santa Bárbara: University of California Press. ISBN 9780520083493.
- Johstono, Paul (2020). The Army of Ptolemaic Egypt 323-204 BC: An Institutional and Operational History (en inglés). Filadelfia: Pen & Sword Books Limited. ISBN 9781473889798.
- Molina Marín, Antonio Ignacio (2018). «Death on the Nile: The murder of Perdiccas and the river crossing in Ancient Macedonia». Karanos: bulletin of Ancient Macedonian Studies (en inglés) (1): 87-106. ISSN 2604-6199.
- Potter, David (2008). «Alejandro Magno y la guerra helenística».  En Philip De Souza, ed. La guerra en el mundo antiguo. Madrid: Akal. Traducción inglés-español por Manuel Villanueva Acuña. pp. 119-138. ISBN 9788446027669.
- Stead, Miriam (1985). «Ptolemy I (Soter)».  En John Canning, ed. 100 Great Lives of Antiquity (en inglés). Londres: Methuen. pp. 20-25. ISBN 9780413559708.
- Tarn, William Woodthorpe (1921). «Alexander's ὑπομνήματα and the 'World-Kingdom'». The Journal of Hellenic Studies (en inglés) XLI (1): 1-17.

- Datos: Q120556871